# Halliburton
Halliburton Energy Services (HAL ) je nadnárodní korporace se sídlem ve Spojených státech s aktivitami ve více než 120 zemích. S více než 100 000 zaměstnanci a ročním čistým ziskem přes 2 mld. dolarů  v letech 2011 až 2014 patří mezi nejvýznamnější průmyslové společnosti světa. V minulosti byla v popředí několika politických a s médii spjatých kontroverzí ve spojení s její prací pro vládu Spojených států, její politické konexe a korporátní etiku (dodržování pravidel).
V současnosti sídlí v Houstonu a od března 2007 má druhé sídlo v Dubaji (Spojené arabské emiráty). Současný CEO společnosti, David J. Lesar to zdůvodňuje „zaměřením se na růst společnosti na východní polokouli“.
Claim korporace je: „Pusťte energii z řetězu™“.

## Předmět podnikání
Hlavní segment Halliburtonu tvoří Energy Services Group (ESG), která poskytuje techniku a služby pro hledání a produkci ropy a zemního plynu. Zahrnuje vrtání, technologie a know-how pro těžbu, konzultantské služby pro optimalizaci objemu produkce a jiné. V tomto oboru patří mezi největší na světě.
Druhá subvence Halliburtonu, Kellog, Brown and Root (KBR) je významná stavitelská společnost, stavící rafinérie, ropné plošiny, produktovody a chemické továrny. V dubnu 2007, po předchozích letech ztráty a krátce po zřízení pobočky v Dubaji, Halliburton s touto společností, se kterou spolupracoval po 44 let, zpřetrhal obchodní vazby.

## Historie
Původně jako soukromá společnost, Halliburton byla založena roku 1919 Erlem Halliburtonem v texaském Dallasu. V počátcích zajišťovala cementování ropných vrtů, ale od roku 1948, kdy vstoupila na NYSE do současnosti zaznamenávala tato společnost pozvolný ale trvalý růst, který utvrzovala akvizicemi svých významných obchodních partnerů (zajišťující např. logistiku či geodetický výzkum).